# 리틀 걸 (1976년 영화)
《리틀 걸》(영어: The Little Girl Who Lives Down the Lane)은 1976년 개봉한 캐나다와 프랑스의 공포 스릴러 영화이다. 니컬러스 게스너가 감독을 맡았으며, 레어드 케이니그의 동명 소설이 영화의 원작이다.
1978년 제5회 새턴상에서 여우 주연상(조디 포스터)과 공포 영화 부문 작품상을 수상하였다.

## 줄거리
커다란 집에 홀로 살고 있는 13살 소녀. 그녀에겐 큰 비밀이 하나 있다.

## 출연진
- 조디 포스터
- 마틴 신
- 알렉시스 스미스
- 모트 슈먼
- 스콧 저코비